# Вольфґанґ Менніґ
Вольфґанґ Менніґ (нім. Wolfgang Maennig, 12 лютого 1960) — німецький академічний веслувальник.
Олімпійський чемпіон 1988 року в складі вісімки, учасник 1984 року.